# 하코다테 하리스토스 정교회

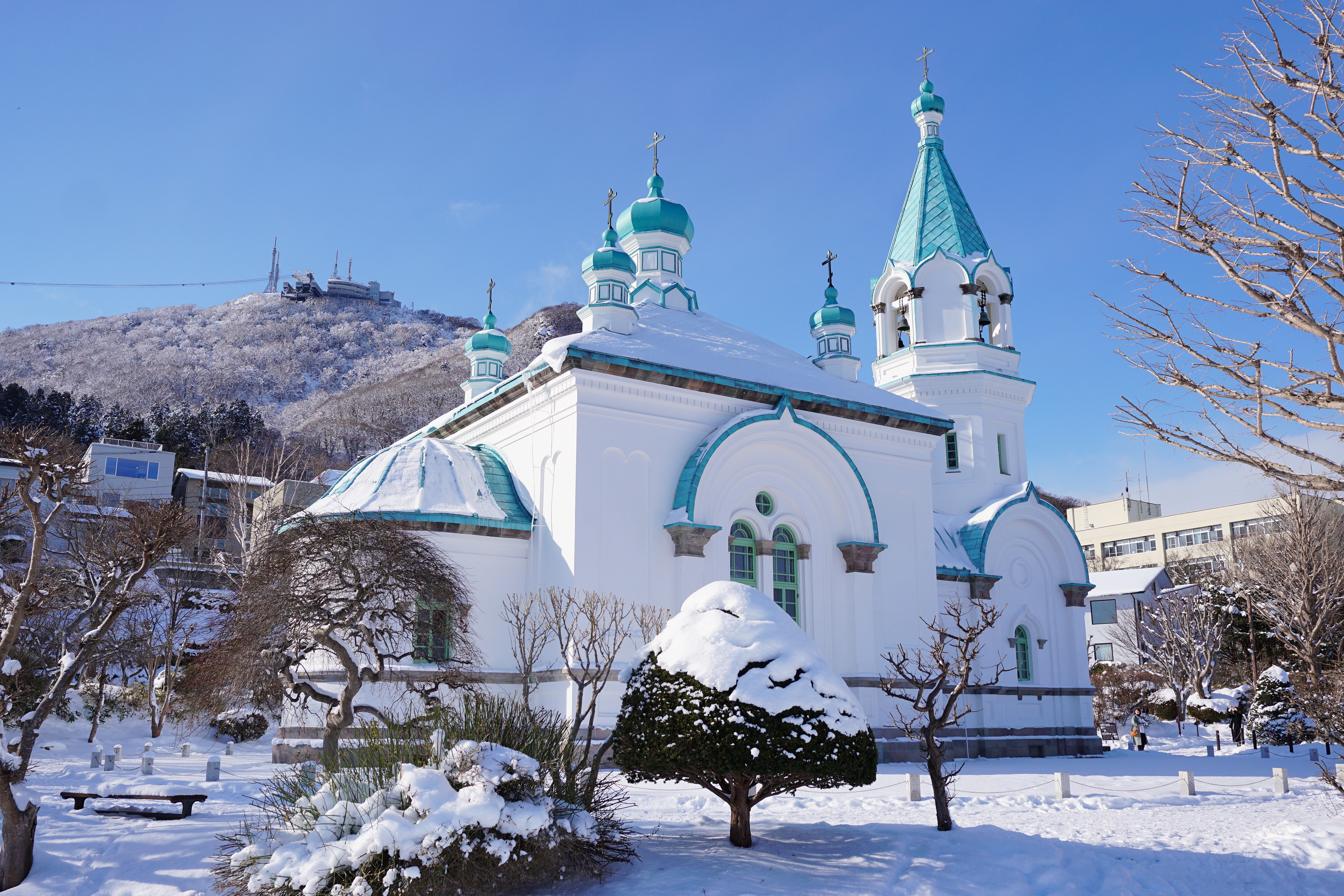
하코다테 하리스토스 정교회

하코다테 하리스토스 정교회(일본어: 函館ハリストス正教会)는 일본 홋카이도 하코다테시에 있는 일본 정교회의 교회당이다.